# Малки жени (филм, 2019)
„Малки жени“ (на английски: Little Women) е американска периодична драма от 2019 г., написан и режисиран от Грета Гъруиг. Това е седмата филмова адаптация на едноименната книга от 1868 г., написана от Луиза Мей Олкът. Във филма участват Сърша Ронан, Ема Уотсън, Флорънс По, Елиза Сканлън, Лора Дърн, Тимъти Шаламе, Мерил Стрийп, Трейси Летс, Боб Оденкърк, Джеймс Нортън, Луи Гарел и Крис Купър.